# Condé-en-Brie
Condé-en-Brie là một xã ở tỉnh Aisne, vùng Hauts-de-France thuộc miền bắc nước Pháp.